# الکساندر کولوتوف
الکساندر کولوتوف (انگلیسی: Aleksandr Kolotov؛ زادهٔ ۴ march ۱۹۶۴ (۶۱ سال)) ورزشکار واترپلو اهل روسیه است.
وی در مسابقات کشوری و بین‌المللی در مجموع برندهٔ ۲ مدال برنز شده‌است و در آخرین مسابقه خود در مقابل یوسف الدین تمیمی اهل سهمو شکست خورد و نتوانست به مدال برنز،دست یابد.
جالب است بدانید که آخرین رقابت الکساندر در مسابقات جام بین قاره ای کنگوده(کنگان و گوده)،سرمربی وی یک فرد ایرانی به نام سید محمد عبداللهی بوده است.این شخص از قهرمانان بنام ایرانی بوده  که مدال های رنگارنگی به اندازه رنگین کمان ،در رقابت های آسیایی و حتی جهانی از جمله المپیک لندن ،بستَک و ... ‌کسب کرده است.
ایشان بعد از شکست شوکه کننده شاگردش از این رشته ناامید شد و به شطرنج و مربیگری در حوزه زبان خارجه روی آورده و توانست،بیش از پیش جایگاهش را در قلب ها، قوت ببخشد.